# Uganda Airlines
Uganda Airlines is de nationale luchtvaartmaatschappij van Oeganda. De thuisbasis is het Entebbe International Airport.

## Geschiedenis
Uganda Airlines was voorheen actief van 1977 tot 2001. Het huidige Uganda Airlines is een herneming van de voormalige maatschappij. Van 2007 tot 2014 heeft de private luchtvaartmaatschappij Air Uganda bestaan. De Oegandese overheid is volledig eigenaar van de huidige luchtvaartmaatschappij. 

## Bestemmingen
In januari 2023 bedient Uganda Airlines de volgende bestemmingen:
| Land                          | Stad          | Luchthaven                           | Opmerkingen |
| ----------------------------- | ------------- | ------------------------------------ | ----------- |
| Burundi                       | Bujumbura     | Bujumbura International Airport      |             |
| Democratische Republiek Congo | Kinshasa      | Luchthaven N'djili                   |             |
| Kenia                         | Mombassa      | Moi International Airport            |             |
| Kenia                         | Nairobi       | Jomo Kenyatta International Airport  |             |
| Oeganda                       | Entebbe       | Entebbe International Airport        | Thuisbasis  |
| Somalië                       | Mogadishu     | Internationale Luchthaven Aden Adde  |             |
| Tanzania                      | Dar es Salaam | Julius Nyerere International Airport |             |
| Tanzania                      | Kilimanjaro   | Kilimanjaro International Airport    |             |
| Tanzania                      | Zanzibar      | Zanzibar Airport                     |             |
| Verenigde Arabische Emiraten  | Dubai         | Dubai International Airport          |             |
| Zuid-Afrika                   | Johannesburg  | OR Tambo International Airport       |             |
| Zuid-Soedan                   | Juba          | Juba International Airport           |             |

## Vloot
In december 2021 bestond de vloot uit vier Bombardier CRJ900's en twee Airbus A330-800neo's .